# Alpha Fornacis
Désignations
Alpha Fornacis (α For / α Fornacis) est l'étoile la plus brillante de la constellation du Fourneau. Sa magnitude apparente combinée est de 3,87. D'après la mesure de sa parallaxe annuelle par le satellite Hipparcos, le système est situé à environ 46 années-lumière de la Terre. Il se rapproche du Système solaire à une vitesse radiale de −17 km/s.
Alpha Fornacis est une étoile binaire visuelle avec une période orbitale de 269 ans et avec une excentricité de 0,7. Sa composante primaire, désignée Alpha Fornacis A et nommée Dalim, est une étoile jaune-blanc de la séquence principale de type spectral F6V et de magnitude apparente 3,98. Son compagnon, Alpha Fornacis B, est une naine jaune de type spectral G7V et de magnitude 7,19.